# Pável González
Noel Pável González González (1983 - Ciudad de México, 2004) fue activista durante el movimiento estudiantil de 1999-2000 en la UNAM. Formó parte del Comité de Huelga del CCH Sur, y posteriormente ingresó a la Facultad de Filosofía y Letras; además estudiaba en la Escuela Nacional de Antropología e Historia. 
Participó en las protestas Globalifóbicas en Cancún y Monterrey. En sus últimos días apoyaba como voluntario a la Cooperativa Smaliyel de filiación zapatista. 
El 19 de abril del 2004, Pável desapareció; el 23 de abril se levantó el acta ante la PGJDF. El 24 de abril fue encontrado sin vida en el Pico del Águila del Ajusco.  
El cuerpo de Pável presentaba indicios de maltrato físico, violación, tortura y un golpe en la cabeza, que le causó la fractura craneal. Se le encontró ahorcado y sujetado en una cruz de madera de tres metros, según datos de La Jornada del 27 de abril de 2004. Las investigaciones al respecto apuntan a pugnas entre las facciones internas de la UNAM, por el control de la misma.
Falleció a los 21 años de edad. A raíz de su asesinato, sus familiares y amigos forman el "Comité Pável González: contra el olvido y la impunidad". 
La obra de teatro documental "Mujeres de Arena" de Humberto Robles está dedicada a Pável González.

## Cronología de los hechos
El 19 de abril de 2004, un día antes del 5° aniversario del estallido de la Huelga, Noel Pável González González desapareció, dejando su bicicleta en las instalaciones de la facultad de Filosofía y Letras. 
El viernes 23 de abril, se levanta el acta de desaparición ante C.A.P.E.A. Ese mismo día por la tarde fue encontrado su cuerpo sin vida, colgado en una cruz en el Pico del Águila, en las inmediaciones del cerro del Ajusco. Las lesiones en el cuello, compatibles con una mecánica de ahorcamiento y las letras EDNA-ZMASH con una esvástica en la parte posterior de la cruz (omitidas por las autoridades del D.F.) fueron elementos que, en la investigación hecha por la Liga Mexicana por los Derechos Humanos, marcaron la pauta para relacionar los hechos con grupos de extrema derecha que operan en la UNAM]
Los que bajaron el cuerpo fueron miembros del E.R.U.M. y lo hicieron sin la presencia del ministerio público, siendo esta una primera irregularidad del caso. Si bien pudieron haberlo bajado con la finalidad de iniciar el protocolo de atención médica a que están, por ley, obligados.
Aproximadamente a las 7:30 en la mañana del día sábado 24 de abril, sus padres fueron notificados del hallazgo. 
Los únicos datos de la primera necropsia realizada en la S.E.M.E.F.O. indicaron que el cuerpo presentaba lesiones internas, externas, perianales y genitales. Lesiones causadas desde el primer día de su desaparición hasta el día de su muerte. 
El domingo 25 de abril, a petición de sus padres se levanta una averiguación previa en el Ministerio Público n.º 50, razón por la que se realiza una segunda necropsia horas antes del entierro. 
El lunes 26 de abril llega a la coordinación de Estudios Latinoamericanos, al Comité Cerezo, al comité de apoyo a las FARC y a varios estudiantes de la Facultad de Filosofía y Letras un correo electrónico amenazando de la siguiente forma: "En contra de esos pinches zapatistas. A se alejan o sigue Apocalipsis. Los del café, los de las ridículas caravanas (nombre de varios estudiantes) Sigan de pinches zapatistas y ya verán. Sin remitente, falta video" El correo trae como remitente una referencia a    El Yunque Sociedad secreta católica de ultraderecha que ha aumentado en fechas recientes sus actividades y hace referencia al grupo porril "Apocalipsis". A partir de esto se desastó una ola de amenazas vía telefónica y correos electrónicos a varios compañeros y organizaciones. 
El día martes 27 de abril se levantó una acta, por las irregularidades en la investigación, ante la Comisión de Derechos Humanos del Distrito Federal. 
La segunda necropsia se realizó una vez embalsamado el cuerpo, perdiéndose así muchas evidencias materiales. Esta necropsia indica que la mayoría de los golpes externos son post mortem, la presencia de leves lesiones perianales y que la causa de la muerte fue asfixia. Al no estar de acuerdo, en los resultados, la familia solicitó una exhumación, para realizar una tercera necropsia, con peritos confiables.